# Better Oblivion Community Center
Better Oblivion Community Center är ett amerikanskt indierock-band bestående av Conor Oberst och Phoebe Bridgers. Duon släppte sitt självbetitlade debutalbum den 24 januari 2019 genom skivbolaget Dead Oceans.

## Historia
Oberst och Bridgers möttes för första gången 2016 när Bridgers uppträdde på en hemlig spelning Oberst höll på Bootleg Theater i Los Angeles. De medverkade på duetten "Would You Rather" från Bridgers debutalbum Stranger in the Alps från 2017.

## Karriär
Duon släppte sitt självbetitlade debutalbum den 24 januari 2019 genom skivbolaget Dead Oceans. Albumet mottog hyllningar från recensenter när det släpptes. De uppträdde med "Dylan Thomas" på The Late Show with Stephen Colbert dagen före, den 23 januari 2019. Den 26 januari 2019, framträdde de på CBS This Morning, där de uppträdde med "Dylan Thomas", "Didn't Know What I Was in For" och "My City", alla från deras självbetitlade debutalbum.
Den 29 januari 2019 tillkännagav bandet sin första konsertturné genom USA och Europa samtidigt som de släppte en musikvideo till deras signatursingel, "Dylan Thomas", regisserad av Michelle Zauner.

## Diskografi

### Studioalbum
- Better Oblivion Community Center (2019)

### Singlar
- "Symposium Message" (2019)
- "Dylan Thomas" (2019)